# Знаменський (Медведевський район)
Зна́менський (рос. Знаменский, марій. Знаменский) — селище у складі Медведевського району Марій Ел, Росія. Адміністративний центр Знаменського сільського поселення.

## Населення
Населення — 2444 особи (2010; 2293 у 2002).
Національний склад (станом на 2002 рік):
- росіяни — 52 %
- лучні марійці — 30 %